# Dionisie al II-lea al Constantinopolului
Dionisie al II-lea (în greacă Διονύσιος Β΄, transliterat: Dionisios 2; n. secolul al XV-lea, Constantinopol, Imperiul Roman de Răsărit – d. iulie 1556, Constantinopol, Imperiul Otoman) a fost un cleric ortodox grec, care a îndeplinit funcția de  patriarh ecumenic al Constantinopolului între anii 1546 și 1556.

## Biografie
S-a născut la Galata (acum parte a Istanbulului). În anul 1516:186 a fost numit mitropolit al Nicomidiei și a fost hirotonit episcop de către patriarhul Teolept I al Constantinopolului.
Mitropolitul Dionisie a fost desemnat de patriarhul Ieremia I ca succesor al său și, după moartea lui Ieremia, a fost ales patriarh la 17 aprilie 1546,:39 în urma unor manifestații populare de susținere și împotriva dorințelor membrilor Sfântului Sinod. În perioada păstoririi sale, i s-a reproșat că a majorat peșcheșul de numire (peshtesh) datorat sultanului otoman la trei mii de écu și că a demolat, la porunca sultanului, marea cruce de pe acoperișul Bisericii Pammakaristos, care îndeplinea în acea vreme funcția de catedrală patriarhală.
Evenimentul cel mai important al păstoririi sale a fost călătoria în Italia în anul 1546 a tânărului mitropolit al Cezareei, Mitrofan, care a devenit după mai mulți ani patriarh al Constantinopolului. Dionisie l-a trimis pe Mitrofan la Veneția în principal pentru a strânge fonduri, dar Mitrofan a profitat de ocazie și a călătorit la Roma, unde l-a întâlnit pe papă. Aceste știri au provocat o mare îngrijorare unei părți semnificative a populației grecești din Constantinopol, care a declanșat o revoltă în 1548 și a încercat să-l ucidă pe Dionisie, care era considerat la fel de vinovat ca și Mitrofan. Sinodul intenționa să-l destituie pe patriarh, dar nu a întreprins nicio acțiune împotriva lui, deoarece Dionisie se bucura de sprijinul sultanului Soliman Magnificul.
Dionisie a păstorit ca patriarh până la moartea sa. Cercetătorii nu s-au pus de acord cu privire la data morții sale și au susținut diverse date ale morții sale precum 1554 și 1555, dar data corectă pare să fie iulie 1556,:46 o concluzie susținută de documente venețiene. Dionisie a fost înmormântat în Mănăstirea Kamariotissa de pe insula Chalki.